# Joy Alappat

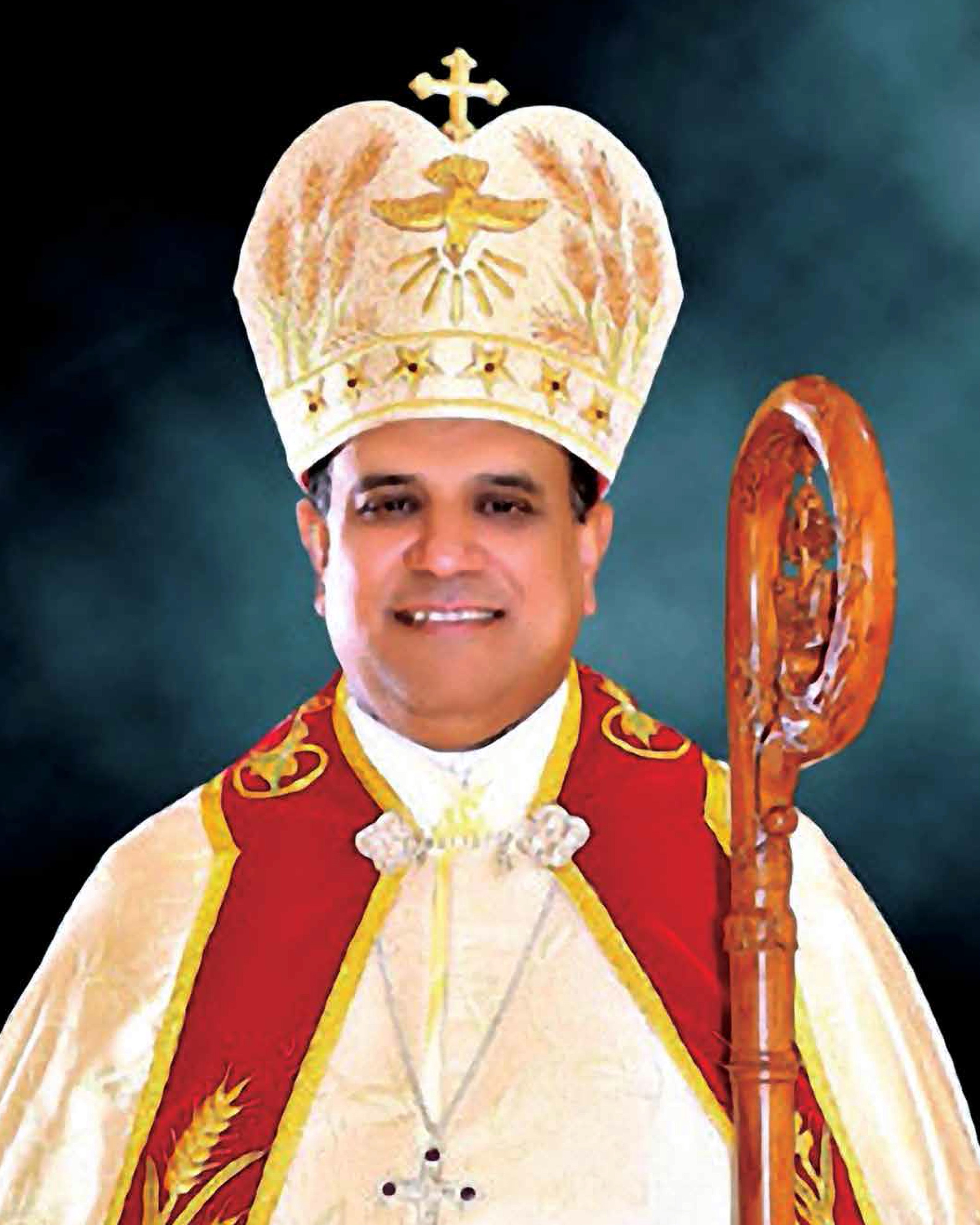
Joy Alappat, 2021

Joy Alappat (* 27. September 1956 in Parappukara, Kerala) ist ein indischer Geistlicher und syro-malabarischer Bischof der Eparchie Saint Thomas the Apostle of Chicago in den USA.

## Leben
Nach dem Studium am St. Thomas Apostolic Seminary Vadavathoor, Kottayam, empfing er am 31. Dezember 1980 das Sakrament der Priesterweihe.
Papst Franziskus ernannte ihn am 24. Juli 2014 zum Weihbischof der Eparchie Saint Thomas the Apostle of Chicago und zum Titularbischof von Bencenna. Der Großerzbischof von Ernakulam-Angamaly, George Kardinal Alencherry, spendete ihm am 27. September desselben Jahres die Bischofsweihe; Mitkonsekratoren waren der Bischof von Saint Thomas the Apostle of Chicago, Jacob Angadiath, und der Bischof von Irinjalakuda, Pauly Kannookadan.
Am 3. Juli 2022 bestellte ihn Papst Franziskus zum Bischof der Eparchie Saint Thomas the Apostle of Chicago. Die Amtseinführung erfolgte am 1. Oktober desselben Jahres.